# Hüpomeión
A hüpomeiónok ("alábbvalók") Spárta nem teljes jogú rétege volt. A források nem definiálják őket pontosan, csak kikövetkeztetni lehet, kik voltak ők.
Xenophón írja Kinadón összeesküvése – a homoioszok uralma ellen – kapcsán, hogy társai – helóták, neodamódészek, hüpomeiónok és perioikoszok voltak. Valószínűleg a spártai öröklési rendszer következtében homoiosz származású ifjak ide süllyedhettek.

## A spártai öröklési rendszer
A homoiosz apa megoszthatta birtokait fiai között, ha akarta, de klaroszát nem, azt csak a legidősebb fiú örökölhette, így csak az vált automatikusan homoiosszá. A többi fiú csak akkor, ha megüresedett egy klarosz és ezt a spártai állam neki kiosztotta. Ezt viszont nehezítette, hogy Spártában – például Athéntól is eltérően – a lányok is örököltek, akik viszont csak homoiosz ifjúhoz mehettek feleségül. Így ha a lánynak fia született, annak már két klarosza volt, és ezzel viszont egy homoiosz státus örökre elveszett.
A hoppon maradt fiatalabb fiú elmehetett zsoldosnak – Egyiptomtól Karthágóig a spártai zsoldosok voltak a legkeresettebbek – vagy otthon maradt és kényszerűségből kézműves lett. Rá már nem vonatkozott a munkatilalom, mint a homoioszok esetén. Továbbra is lakhatott Spártában. Rájuk utalhatnak azok a feltárt spártai műhelyek, amiket másként nehéz lenne megmagyarázni. A homoioszok nem foglalkozhattak kézművességgel, a kézműves perioikoszok viszont nem lakhattak az 5 spártai kóméban.
Ennek következtében a történelem során a homoioszok száma folyamatosan csökkent. A hagyomány szerint Lükurgosz 9000 klaroszt osztott ki a homoioszok és 30000 klaroszt a perioikoszok között, azaz ekkoriban 9000 volt a homoioszok száma. A források szerint később a homoioszok száma a hadsereg létszáma alapján a következőképpen változott. i. e. 479-ben 5000, i. e. 425-ben 2755, i. e. 418-ban 2251, i. e. 394-ben kevesebb, mint 1833, i. e. 371-ben pedig 938.